# Achtheres percarum
Achtheres percarum – gatunek pasożyta z podgromady widłonogów i rodziny Lernaeopodidae.
Długość ciała: 3–5 mm u samicy, samiec dużo mniejszy: 1,5–2,0 mm. Głowotułów w kształcie trapezu. Odwłok kształtu gruszkowatego. Worki jajowe samicy długości 1,7–5,0 mm. Jaja w workach ułożone w 2–4 rzędów. Samica przyczepia się do żywiciela za pomocą tarczki czepnej. W rozwoju występuje stadium nauplius i kopepodit. Samce prowadzą wolno żyjący tryb życia.
Jest pasożytem ryb słodkowodnych. Pasożyt jamy gębowej i skrzeli okonia (Perca fluvitalis) i sandacza (Lucioperca lucioperca). Silna inwazja powoduje upośledzenie oddychania u opadniętych ryb.
Występuje w Europie północnej, Europie środkowej, północnych Włoszech, Wielkiej Brytanii. Również spotykany w dopływach Morza Czarnego, Morza Białego, Morza Kaspijskiego oraz jeziora Bajkał.